# Super Bowl XIII
O Super Bowl XIII foi a partida que decidiu a temporada de 1978 da NFL, realizada no Miami Orange Bowl, em Miami, Flórida, no dia 21 de janeiro de 1979. Na decisão, o Pittsburgh Steelers, representante da AFC, bateu o Dallas Cowboys, representante da NFC, por 35 a 31, garantindo o terceiro Super Bowl na história da franquia. O MVP da partida foi o quarterback do time vencedor, Terry Bradshaw.
Este foi o primeiro Super Bowl que apresentou uma revanche de uma edição anterior (os Steelers já tinha enfrentado e vencido o Cowboys, por 21 a 17, no Super Bowl X) e ambas as equipes estavam tentando ser o primeiro clube a vencer um terceiro Super Bowl. Dallas, que era o atual campeão tendo vencido a edição anterior (XII), terminou a temporada regular com doze vitórias e quatro derrotas e tinham vencido o Atlanta Falcons e o Los Angeles Rams nos playoffs. O Pittsburgh acabou o ano com quatorze vitórias em dezesseis jogos e venceu o Denver Broncos e o Houston Oilers na pós-temporada. O Super Bowl XIII é o único Super Bowl até a presente data que tinha dois times (e dois quarterbacks) que já tinham vencido dois títulos na mesma década. O Dallas Cowboys (liderado por Roger Staubach) venceu o Super Bowl VI na temporada de 1971–72 e o Super Bowl XII em 1977–78. Já o Pittsburgh Steelers (liderado por Terry Bradshaw) venceu o Super Bowl IX na temporada de 1974–75 e o Super Bowl X em 1975–76.
O quarterback dos Steelers, Terry Bradshaw, foi nomeado o MVP do Super Bowl por completar 17 de 30 passes para 318 jardas e 4 touchdowns (estes dois números foram recordes do Super Bowl na época), além de uma interceptação. Ele foi o primeiro quarterback desde Staubach no Super Bowl VI a ganhar este prêmio. Bradshaw passou por cima do recorde de Bart Starr em jardas passadas no primeiro tempo da final com 253 jardas quando os Steelers lideravam por 21 a 14 no intervalo. Seu touchdown de 75 jardas no segundo quarto empatou o recorde anterior de Johnny Unitas no Super Bowl V como o passe mais longo da história do Super Bowl. Os Cowboys conseguiram se manter próximos no placar, sendo que no final do terceiro quarto o jogo estava 21 a 17, mas Pittsburgh marcou dois touchdowns em um espaço de 19 segundos no quarto e último período. Dallas não conseguiu superar os próprios erros, turnovers, drops e uma penalidade controversa marcada pela arbitragem no segundo tempo. Os Cowboys conseguiram marcar dois touchdowns nos minutos finais do jogo, mas ainda terminaram sendo o primeiro time que era o atual campeão a perder um Super Bowl no ano seguinte e o primeiro time a perder um Super Bowl mesmo tendo marcado trinta ou mais pontos.
Neste jogo atuaram em campo ou na sideline vinte e seis futuros Hall of Famers (quinze do Steelers e onze dos Cowboys).

## Pontuações
- 1º Quarto
- PIT - TD: John Stallworth, passe de 28 jardas de Terry Bradshaw (ponto extra: chute de Roy Gerela) 7-0 PIT
- DAL - TD: Tony Hill, passe de 39 jardas de Roger Staubach (ponto extra: chute de Rafael Septien) 7-7 empate
- 2º Quarto
- DAL - TD: Mike Hegman, 37 jardas retornando um fumble (ponto extra: chute de Rafael Septien) 14-7 DAL
- PIT - TD: John Stallworth, passe de 75 jardas de Terry Bradshaw (ponto extra: chute de Roy Gerela) 14-14 empate
- PIT - TD: Rocky Bleier, passe de 7 jardas de Terry Bradshaw (ponto extra: chute de Roy Gerela) 21-14 PIT
- 3º Quarto
- DAL - FG: Rafael Septien, 27 jardas 21-17 PIT
- 4º Quarto
- PIT - TD: Franco Harris, corrida de 22 jardas (ponto extra: chute de Roy Gerela) 28-17 PIT
- PIT - TD: Lynn Swann, passe de 18 jardas de Terry Bradshaw (ponto extra: chute de Roy Gerela) 35-17 PIT
- DAL - TD: Billy Joe DuPree, passe de 7 jardas de Roger Staubach (ponto extra: chute de Rafael Septien) 35-24 PIT
- DAL - TD: Butch Johnson, passe de 4 jardas de Roger Staubach (ponto extra: chute de Rafael Septien) 35-31 PIT